# Kãn (I Ching)
Kãn (em chinês pinyin) (坎) ou kan em japonês, é um dos oito trigramas básicos do Bāguà, elemento estruturante do I Ching.
Também grafado K’an, este conceito chinês pode ser associado à Água e ao elemento Água (水), ao planeta Mercúrio (水星) ao 2.º Filho, ao Insondável.
As duas linhas quebradas e no meio uma linha contínua simboliza a água. As duas linhas quebradas representam as depressões da terra (nascentes dos rios). A linha contínua no meio representa o movimento. Isto cria a imagem da água que flui em um rio. Além disso, este kua representa também a lua.